# Stora Envättern
Stora Envättern är en sjö i Södertälje kommun i Södermanland och ingår i Trosaåns huvudavrinningsområde. Sjön är 11,2 meter djup, har en yta på 0,38 kvadratkilometer och befinner sig 63,1 meter över havet. Vid provfiske har abborre, gers, gädda och mört fångats i sjön. Sjön ligger mitt i Stora Envätterns naturreservat som bildades 1996.

## Bilder

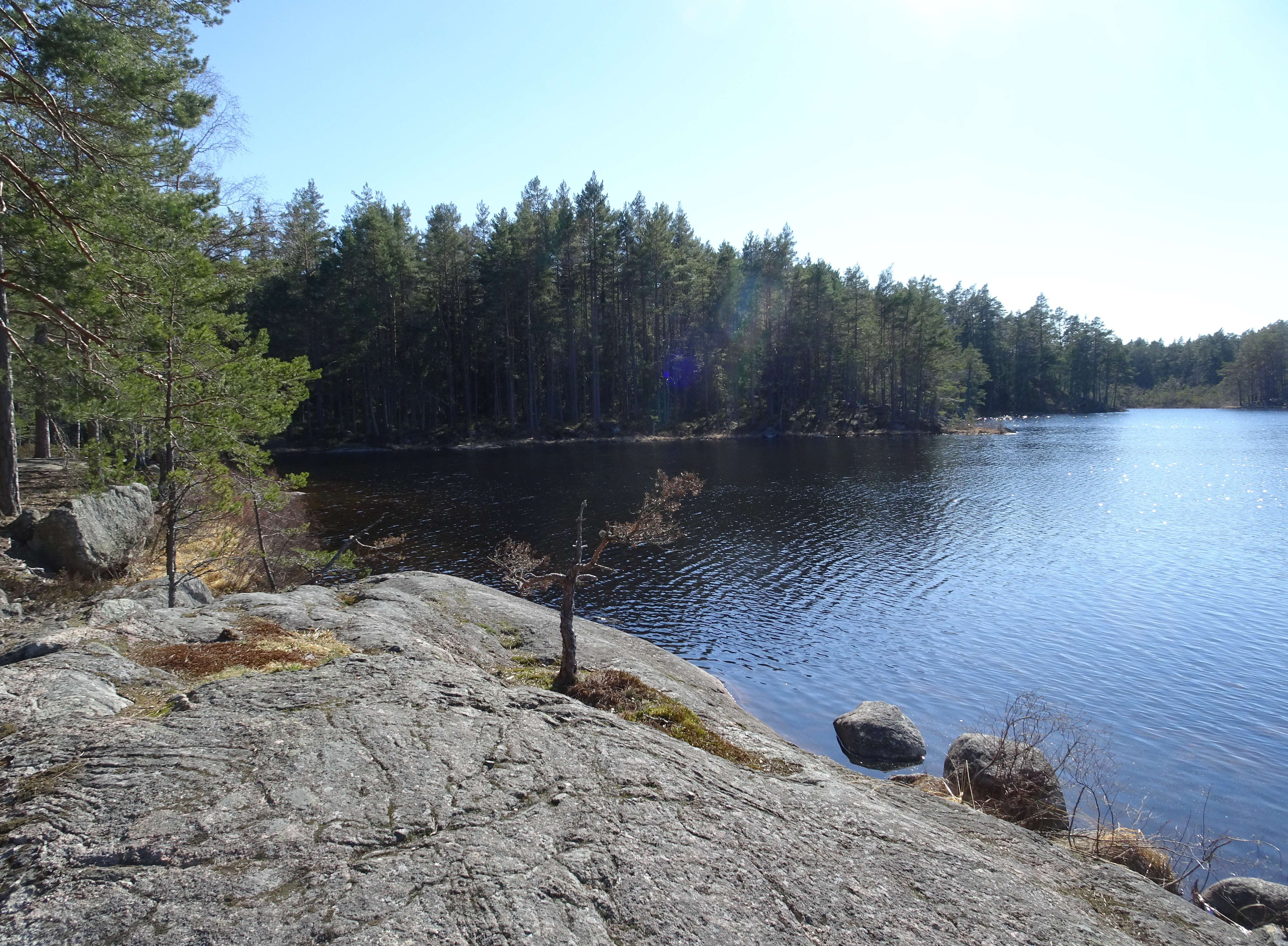
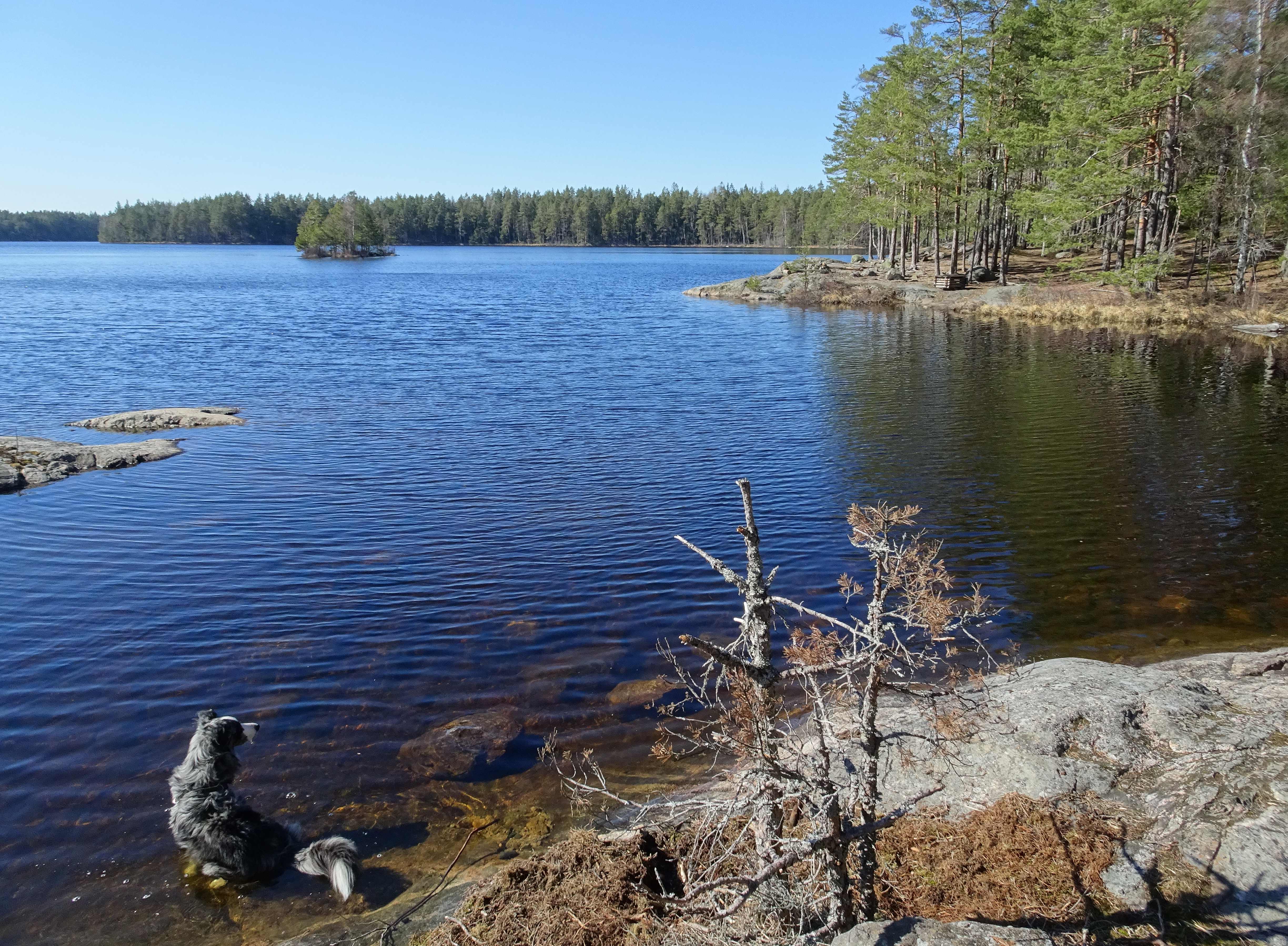
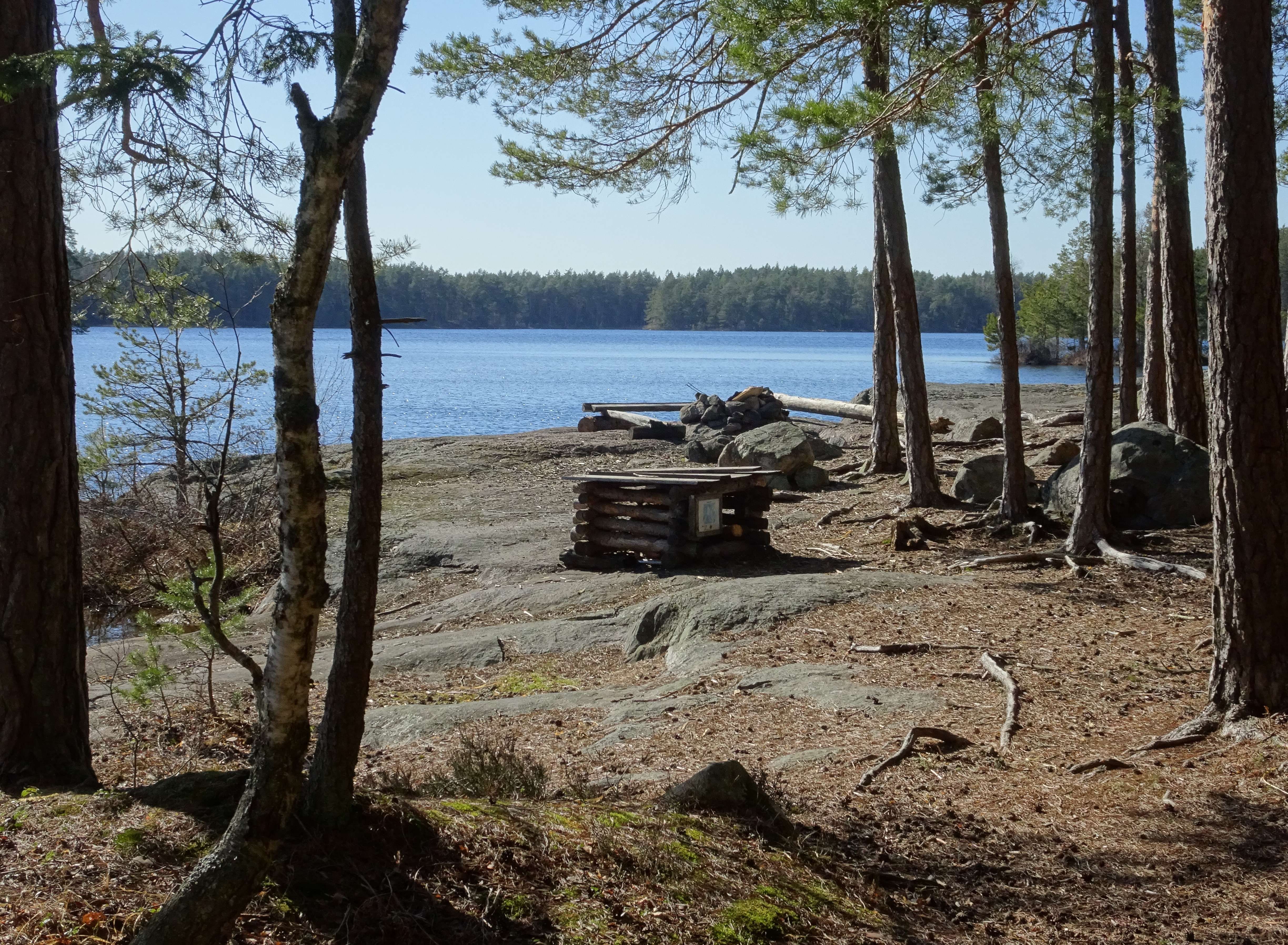
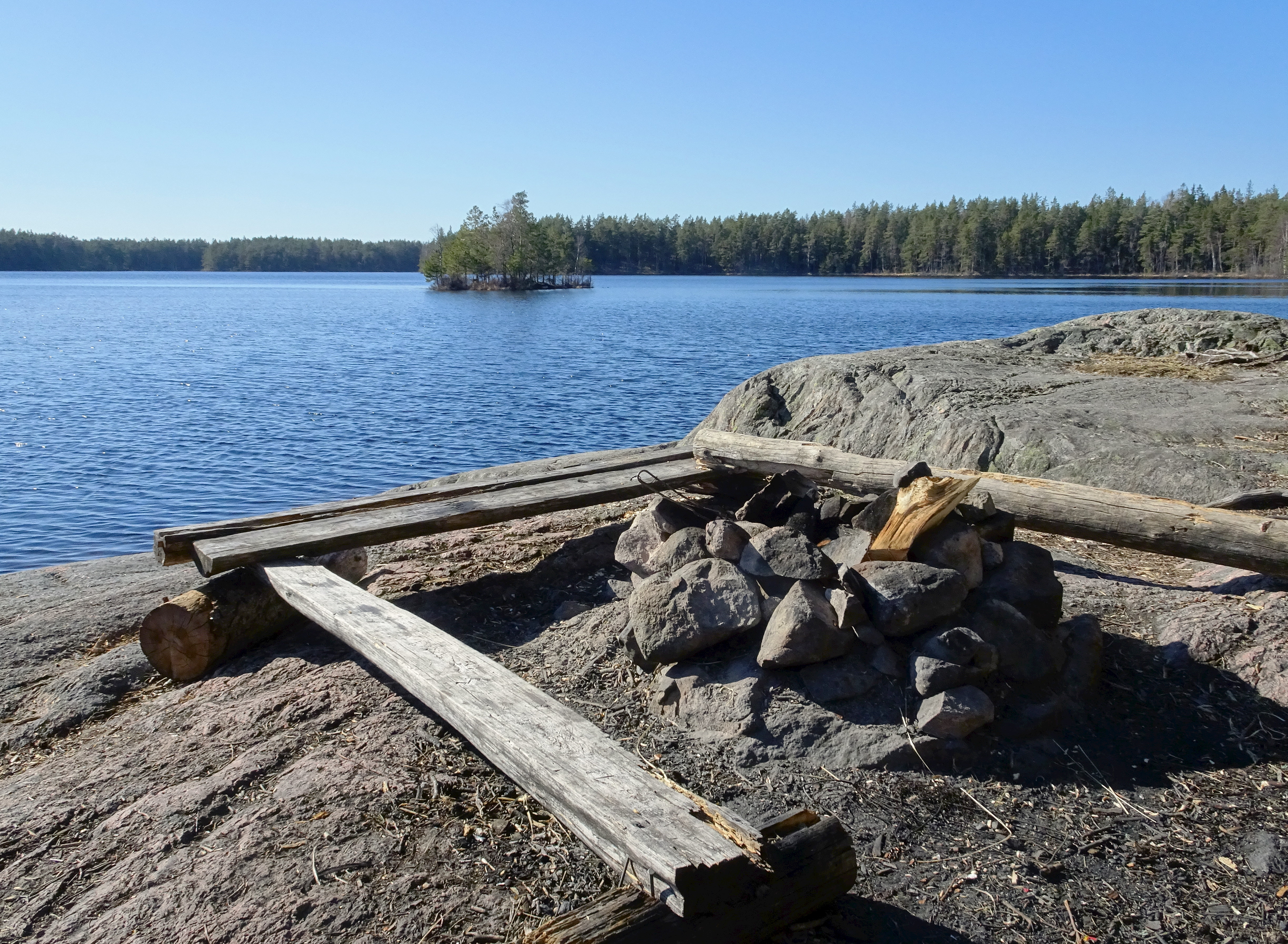

## Delavrinningsområde
Stora Envättern ingår i det delavrinningsområde (655595-158813) som SMHI kallar för Utloppet av Stora Envättern. Medelhöjden är 66 meter över havet och ytan är 1,52 kvadratkilometer. Det finns inga avrinningsområden uppströms utan avrinningsområdet är högsta punkten. Vattendraget som avvattnar avrinningsområdet har biflödesordning 4, vilket innebär att vattnet flödar genom totalt 4 vattendrag innan det når havet efter 36 kilometer. Avrinningsområdet består mestadels av skog (76 procent). Avrinningsområdet har 1,62 kvadratkilometer vattenytor vilket ger det en sjöprocent på 12 procent.